# Przestrzeń ściągalna
Przestrzeń ściągalna – przestrzeń topologiczna {\displaystyle X} o tej własności, że odwzorowanie identycznościowe {\displaystyle \mathrm {id} _{X}} na {\displaystyle X} jest homotopijne z przekształceniem stałym na {\displaystyle X.} Innymi słowy, przestrzeń topologiczna jest ściągalna gdy jest homotopijnie równoważna przestrzeni złożonej z jednego punktu.

## Przykłady
- Przestrzenie euklidesowe są ściągalne.
- Sfera w przestrzeni Hilberta {\displaystyle H} jest ściągalna wtedy i tylko wtedy, gdy {\displaystyle X} jest nieskończenie wymiarowa.
- Grupa zespolonych macierzy ustalonego stopnia jest ściągalna. Uogólnieniem tego faktu jest twierdzenie Kuipera, które mówi, że grupa operatorów odwracalnych na dowolnej przestrzeni Hilberta jest ściągalna. Podobnie, grupy operatorów na przestrzeniach {\displaystyle \ell _{p}(1\leqslant p<\infty )} oraz c0 są ściągalne[1][2]. (Kuiper[3] udowodnił to dla ośrodkowych przestrzeni Hilberta; twierdzenie zachodzi jednak w pełnej ogólności[4]). Innymi przykładami przestrzeni Banacha, których grupy automorfizmów są ściągalne to przestrzeń Jamesa oraz {\displaystyle C[0,\omega _{1}]}[5].
- Rozmaitość Whiteheada jest ściągalna.

## Własności
- Każde dwa przekształcenia ciągłe dowolnej przestrzeni w przestrzeń ściągalną są homotopijne.
- Każde przekształcenie ciągłe sfery {\displaystyle \mathbb {S} ^{n}\to X,} gdzie {\displaystyle X} jest ściągalna, można przedłużyć do odwzorowania {\displaystyle (n+1)}-wymiarowego dysku {\displaystyle \mathbb {D} ^{n+1}\to X.}
- Retrakt przestrzeni ściągalnej jest przestrzenią ściągalną.
- Wszystkie grupy homotopii {\displaystyle \pi _{n}(X)} oraz grupy homologii zredukowanych {\displaystyle {\tilde {H}}_{n}(X)} przestrzeni ściągalnej {\displaystyle X} są trywialne. Lecz nie odwrotnie[6][7][8].